# یوزباش‌کندی
یوزباش‌کندی یکی از روستاهای استان آذربایجان شرقی است که در دهستان گاودول مرکزی بخش مرکزی در ۳ کیلومتری جنوب شهرستان ملکان همجوار با اتوبان ملکان به طرف میاندوآب واقع شده‌است. زبان رایج در بین اهالی روستا ترکی آذربایجانی بوده و جمعیت آن حدود دو هزار و هشت صد نفر است. کار اغلب مردم این روستا کشاورزی است. این روستا با برداشت انگورّ، پیاز، گوجه فرنگی، غلات و برخی محصولات دیگر، سهم عمده‌ای در تولید محصولات کشاورزی شهرستان ملکان ایفا می‌کند، که یکی از  اولین و بهترین روستا های شهرستان هست.

## یوزباش کندی
روستای یوزباشکندی از شمال به شهر ملکان شمال غربی به نصرت آباد (تازه کند) ملاسراب و لکلر (توزلوجا بوزلوجا (نام قدیمی لکلر)) و شمال شرقی به قره چال جنوب و جنوب غربی تپه اسماعیل‌آباد و مهماندار و جنوب شرقی حسین‌آباد و دمیرچی منتهی است. شواهد و روایات محلّی نشان دهنده قدمت بسیار و تاریخ دیرینهٔ این روستاست و در نزدیکی روستا محلّهایی به نام «شورا کند» و امام ایرضاسی (در ترکی نام رضا، ایرضا خوانده می‌شود) وجود دارد که در اثر سیل و زلزله تخریب شده‌اند. این نام‌های ترکی که در قدیم بر روی یوزباشکندی بوده‌اند قدمت زیاد این روستا را اثبات می‌کنند.

## نام
در مورد معنای لغوی نام روستا که ساخته شده از سه کلمهٔ ترکی (یوز-باش-کندی) است می‌توان گفت که یوز (۱۰۰) و باش (سر) و کند (روستا) است و در کل معادل تحت‌اللفظی فارسی آن روستای صد سر یا صد نفری (باش در ترکی به نفر نیز گفته می‌شود) می‌شود٬در ضمن در زبان ترکی باشکند به معنای پایتخت یا مرکز حکومت است که از این مطلب هم شاید بتوان در راستای تفسیر نام روستا بهره برد (بدین ترتیب می‌توان یوزباش کندی را با معنای لغوی «برتر از صد روستا» نیز شناخت). تفسیر دیگری از نامگذاری روستا به گوش می‌رسد که در زمان حکومت ترک‌ها در منطقه این روستا به دست یکی از افسران ترک که درجه یوزباش (به معنی سروان امروزی) داشته‌است بنا نهاده شده و این اسم را روی روستا گذاشته‌اند.

## تاریخچهٔ یوزباشکندی
نظراتی در بین مردم وجود دارد که در اینجا به برخی اشاره شده‌است: یوزباشکندی به گفته بزرگان روستادو بار از بدو ایجاد تغییر مکان داده‌است که هرسه مکان تحت تأثیر راه ارتباطی و حاصلخیزی خاک و نزدیکی به مکان قبلی انتخاب گردیده‌است این مکان‌ها به ترتیب بیان می‌گردند:
۱) اولین مکان این روستا در ۵۰۰متری محل امروزی روستا در سمت جنوب بوده‌است و شورا کندی نام داشت (وجه تسمیه:روستایی با با اهالی با هوش و ذکاوت بودند و روستاهای اطراف از یوزباشکندی سابق بنام شورا کندی (روستایی که از اهالیش مشاوره گرفته می‌شده) یاد می‌بردند (و به نقل از بزرگان بر اثر بالا آمدن آب‌های زیرزمینی وجاری شدن سیل شوراکندی ویران گشته و مردم آن به ۵۰۰متری محل امروزی یوزباش کندی از سمت شمالشرقی تغییر مکان میدهندواین مکان را امام ایرضاسی می‌نامند که منقول است این نام بدان جهت انتخاب شده بود که این زمینها از طرف مالکانشان وقف امام رضا (ع) شده و مردم با رضایت امام سکونت گزیده بودند امام رضاسی که در حال حاضر نیز با این نام شناخته می‌شود هم‌اکنون نام محلی از باغات انگور روستای یوزباشکندی است (این مکان که در زبان ترکی امام رضاسی نام گرفت. با ترجمه تحت‌اللفظی «متعلق به امام رضا» می‌شود که همان مفهوم وقف امام رضا را داراست)
۲)مرحلهٔ دوم نقل مکان مردم یوزباش کندی اینگونه شد که در امام رضاسی زلزله ای به وقوع پیوست کهامام رضاسی ویران شد و مردم دوباره مجبور شدند که نقل مکان کنند و دوباره محل جدیدی برای اسکان برگزینند بدین ترتیب به محل امروزی تغییرمکان دادند هم‌اکنون آثار و بقایای این زلزله به صورت کوزه و تنورهایی شکسته در باغات امام رضاسی یوزباش کندی مشهود است و هر کسی که اندکی در باغات امام رضاسی یوزباش کندی برای یافتن این بقایا کنجکاوی کند می‌تواند نشانه‌های این زلزله را در یابد مکان جدید برای اسکان مردم زلزله زده مکان فعلی یعنی یوزباش کندی انتخاب شد که این محل بعد از دومین نقل مکان اسکانگاه مناسب و مطمئنی برای مردم یوزباش کندی در خطهٔ وسیع آذربایجان بوده‌است. وعبور راه ترانزیتی تبریز-ملکان-میاندوآب از روستای یوزباش کندی بر جایگاه یوزباشکندی در بین روستاهای اطراف افزوده‌است.

## وجه تسمیه (علت نام گذاری)
برخی می‌گویند در زمان هلاکوخان که پادشاه ترک‌زبان ایران و پایتختش مراغه بود به رئیس یک دسته سرباز صد نفری «یوزباش» گفته می‌شد. (بدین صورت که فرماندهان بر اساس درجهٔ خود با نام‌های بیرباش ایکی باش اون باش یوزباش و…(عدد ترکی +باش) شناخته می‌شدند) گاه دولت برای پرداخت مواجب سربازان و فرماندهان به آن‌ها به جای پرداخت مستمری ماهانه روستا یا منطقه‌ای به عنوان سیورغامیش یا تیول می‌داد. (در واقع این فرماندهان صاحب یا خان این روستاها می‌شدند) چون روستای یوزباشکندی به عنوان مواجب یکی از فرماندهان دارای درجه یوزباشی پرداخت شده بود این روستا براساس درجه خان و صاحبش بنام یوزباش کندی خوانده شد.

## شرحی کوتاه از یوزباش کندی فعلی
یوزباشکندی حدود ۲۰۰۰نفر جمعیت دارداکنون ۹۰درصد زمینهای یوزباشکندی را باغ انگور فرا گرفته‌است که در معروف شدن ملکان به شهر خوشه‌های طلایی و اختصاص دادن قطب سوم تولید انگوربه خود تأثیر بسزایی داشته‌است که انگور باکیفیتی در این روستا تولید شده و پس از دود اندودی توسط گوگرد راهی بازارهای داخلی و خارجی حدود ۲۵ کشور جهان می‌شود و هم چنین از دیگر محصولات فراوان یوزباشکندی می‌توان به گوجه فرنگی اشاره کرد.

## زمینهای کشاورزی
زمینهای کشاورزی یوزباشکندی به هفت محله تقسیم شده‌است که از این قرارند:امام رضاسی (محل سابق روستا)-شوراکند (محل اسبق روستا) چمن یری و سووسای خانا در غرب روستا-نخود گلی در جنوب روستا-شام یری در جنوب و جنوب غربی روستا-توپراقلوغ اوستو در جنوب غربی نزدیکتر به روستا.

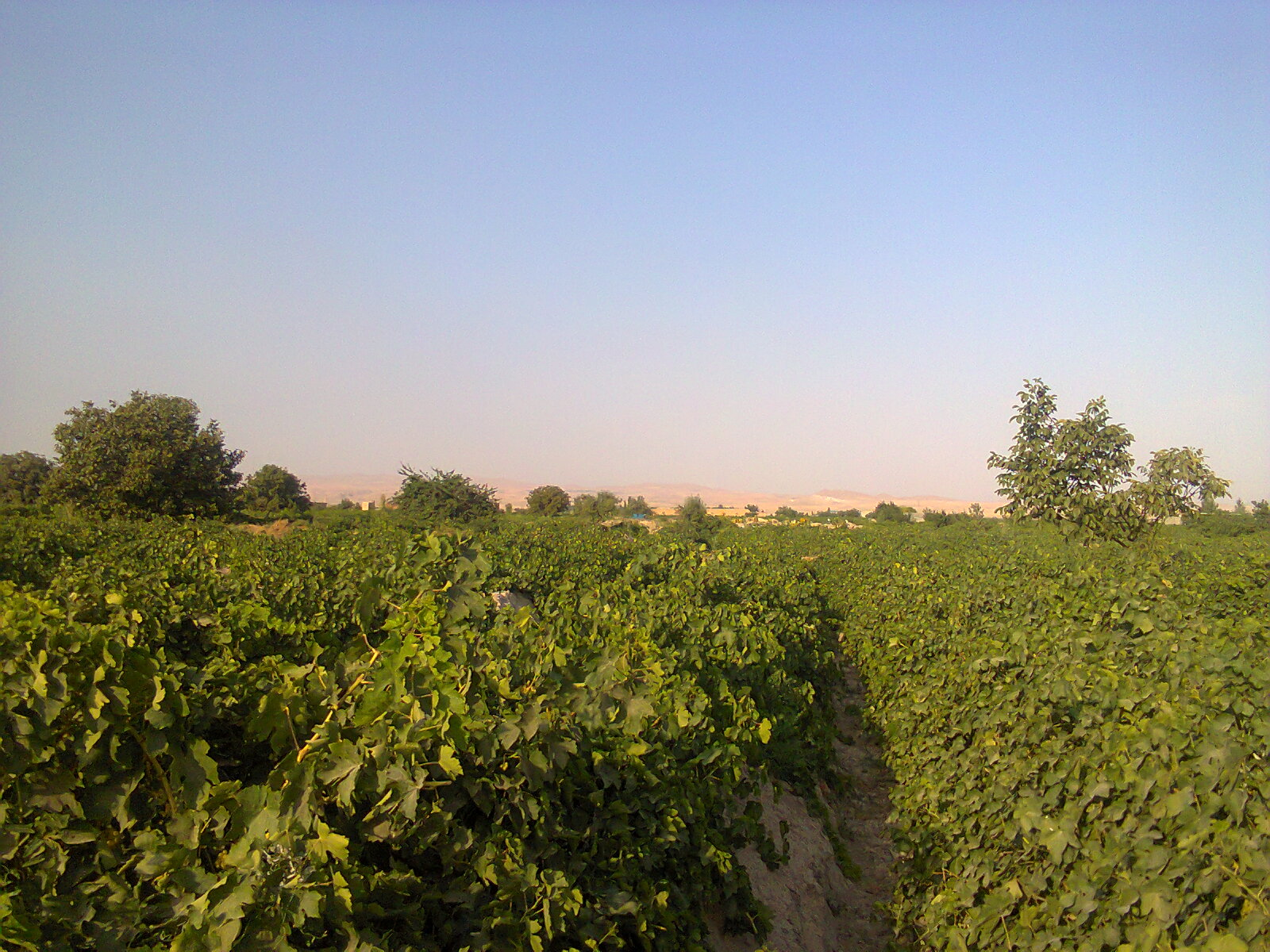
یوزباش کندی قانالاری

## باغ‌های انگور
باتوجه به اینکه مساحت وسیعی از یوزباش کندی را باغات انگور تصاحب کرده‌اند بنابرین اگر به تصویر بارگذاری شده در بالا که به وسیلهٔ google earth تهیه شده با دقت نگاه کنید قسمت‌های شیار داری (خطوط موازی) را در آن خواهید دید که شیارها در تصاویر تهیه شده باغ‌های انگور روستا را نشان می‌دهند.

باغ انگور یوزباش کندی

## محلات یوزباش کندی
یوزباشکندی به چهار محله تقسیم قدیمی می‌شود که به این اسامی خوانده می‌شوند۱-عشیک قالا (قلعه بیرونی) که حالا هم نام یکی از سه منطقه روستا است ۲-ایچری قالا (قلعه داخلی) ۳-کربلایی حسینی ۴-میرائللر (طوایف میر)، که به نقل از بزرگان یوزباشکندی محله‌هایی چون «کربلایی حسینی و عشیک قالا» از قدیمیترین محله‌های روستا بوده‌است نام‌هایی چون کربلای حسینی امام رضاسی و … در این روستا نشانگر اوج علاقه و ارادت مردم این روستا از دیرباز تا بحال به اهل بیت و اسلام بوده‌است.
مردم در این روستا در ایام محرم با داشتن دو هیئت عزاداری بنامهای هیئت عزاداران اکبریه با مدبریت بهرام زمانی و هیئت عزاداران حضرت ابوالفضل (ع) بامدیریت حاج عسگر علیزادتأسیس شدوبه عظمت قیام امام حسین (ع) سینه زنی وتعزیه خوانی باشکوه به تصویر می‌کشند. این روستا در روز عاشورای حسینی با دو مراسم شبیه خوانی با شکوه که برگزار می‌کند در سطح شهرستان به شبیه خوانی معروف است و هیئت صاحب الزمان در سال ۱۳۸۱ با مدیریت کربلایی سلمان ایرانی تأسیس شد 